# Народно позориште у Пироту
Народно позориште у Пироту је културна установа у Пироту која постоји од 1887. године. Настало је окупљањем једне дружине са жељом да изводе позоришне комаде. 

## Почеци
Позоришна дружина је хтела да на Видовдан изведе представу Бој на Косову од Јована Суботића пред тадашњим становницима. Нема поузданих извора да ли је ова дружина наставила да ради после овог догађаја. 
Организован рад пиротског позоришта је почео заправо 1944. године када је на првој конференцији УСАОС Пирота основана Окружна културно-просветна екипа за Пирот и околину 13. септембра. Ова екипа је имала хорску, дилетантску и музичку секцију. Дилетантска секција је држала хорске рецитације, скечеве, музичко-сценске слике Каћуша, Сумњиво лице, Они из позадине.

### Окружна дилетантска аматерска група
Глумци који су остали у Пироту после рата, основали су Окружну дилетатснку аматерску групу. Председник групе је био Ратомир Антић Анта, редитељ Ненад Јовановић, координатор Ћира Јанковић и чланови: Милена Мијалковић, Милован Тодоровић, Србислав Костић, Петар Милићевић, Светислав Глишић Глиша, Алберт Меламед, Александар Ђорђевић Алекса, Радислав Пејчић. 
"За костиме у представама коришћене су хаљине и други одевни делови гардеробе фамилија самих глумаца. У ове сврхе биле су добродошле и Унрине пошиљке. Било је много добровољног и несебичног рада. Није се радило за новац нити за славу. Желело се само да се поверени задатак што успешније заврши".
До краја 1944. године је изведено 29 представа и 9 премијера. Најуспелије представе су биле Сумњиво лице, Др. и Слуга Јернеј. Већ крајем године, пиротски лист "Слобода" у 13. броју, 17. децембра објављује чланак са насловом: "Пирот добија позоришну салу". Тако је реновирана сала Занатлијског дома Еснаф. Прва позоришна представа у овој сали је била Покојник, Бранислава Нушића.

### Окружно народно позориште
Декретом АСНОС-а окружна дилетантска група је прерасла у окружно народно позориште. Од тридесеторо глумаца, њих двадесет двоје су постали професионални глумци док су остали радили као аматери. Управа окружног народног позоришта: 
управник: Ратомир Антић,
редитељи: Предраг Васић и Ненад Јовановић,
секретар: Душан Васић,
технички организатор: Властимир Живковић,
економ: Ђорђе Нејковић,
декоратер: Милена Мијалковић,
референт за везу: Милован Тодоровић;
Тадашње позориште је имало у саставу оркестар од 15 чланова. Управник Антић је марта месеца 1944. тражио од Повереништва просвете Србије новчану помоћ и материјална средства те је он одговорило актом да позориште добија буџет за наредно тромесечје. Прва седница Окружног народног позоришта је одржана 11. марта а одмах затим и 2. априла где се расправљало о буџету и изабрало се ново руководство позоришта.
Руководство:управник, Димитрије Ранчић, заменик: Срба Костић, секретар: Душан Васић, редитељи: Ненад Јовановић и Василије Костић, благајници: Предраг Петровић и Олгица Минчић, технички директор: Властимир Живковић, помоћник декоратера: Никола Сиљановић, сценограф: Милена Мијалковић, економ: Ђорђе Нејковић. 
Уметнички одбор: Ћира Јанковић, Ђорђе Златковић, Димитрије Ранчић, Рата Антић, Миодраг Видановић. 
Управа: Почасни чланови: Пера Милићевић и Божидар Дикић; Редовни чланови: Ратомир Антић, Милован Тодоровић, Димитрије Панајотовић, Мирослав Пауновић, Видица Станковић.
Надзорни одбор: Димитрије Ранчић, Ћира Јанковић, Светислав Глишић.
У сезони 1946/47. играна су дела Чехова, Гогоља, Нушића. У овој сезони је било осам премијера, шест реприза, четири ван Пирота и ниједна у селу са укупно осам хиљада посетилаца.

### Градско позориште
Од сезоне 1949/50 Окружно позориште постаје професионално односно градско. Управник је био Мирослав Пауновић. У ансамблу те године први глумци који си постали професионалци били су: Олга Живковић, Мира Станковић, Стојан Голубовић, Видосав Мијалковић и Властимир Живковић. Повремено су се појављивали и Милена Мијалковић, Десанка Вучковић и Василије Костић. Наредне две сезоне ови глумци су углавном у изведбама имали домаће комедије. Сезоне 1952. и 1953. представе су биле у знаку редитељке Милене Мијалковић и редитеља Василија Костића јер су свих пет премијера биле у њиховој режији. 
Током лета 1953. је реновирана позоришна зграда где се овај ансамбл касније наступао.

### Народно позориште
Градско позориште прераста у Народно позориште октобра 1953. године. 
Изведено је осам премијера у режији Војислава Мићовића који је склопио уговор о раду са позориштем на годину дана. Следеће сезоне позоришна трупа постаје аматерска због недостатка пара и глумаца. Остаје само глумица Јелена Љубојевић. Сезона 1954/55 је довела Милену Мијалковић, Мирослава Пауновића, Ненада Јовановића, Стојана Голубовића и репертоар је био добар и остварења солидна. Ове сезоне је изведено укупно девет премијера. 
Сезона 1955/56 је донела осам премијера међутим крај сезоне је донео неславан завршетак исте. Позориште је слало Градском НОО захтев да се обезбеде бар минимална средства за одржавање аматерског позоришта са плаћеним глумцима или ће се Позориште затворити. Народни одбор није обезбедио средства и донео је одлуку да да Позориште ради као аматерско. Из буџета су се плаћали само службеници за стручну и техничку помоћ аматерима. Одлука највишег општинског органа је гласио и да се сала Позоришта уступи биоскопу када ансамбл не наступа. У сезони 1956/57 је одиграна само једна премијера. 
Између 22. и 28. фебруара 1958. године је одржан Фестивал аматерских позоришта Ниша, Пирота, Прокупља, Беле Паланке, Димитровграда. 
Сезона 1958/59 је донела четири премијере као и следећа сезона 1959/60. Последња сезона у којој је ово Позориште било аматерско је била 1960/61. Тадашњи ансамбл је тражио од Народног одбора средства да ангажују 4-5 професионалних глумаца како би Позориште добило полупрофесионални статус. 
Дана 9. септембра 1961. године је саопштена одлука Народног одбора општине да Позориште из аматерског прераста у професионално. Позоришна сала после овога није коришћена за биоскоп. Народни одбор општине је обезбедио средства за ангажовање десет глумаца професионалаца. Тако је Позориште имало 25 чланова како глумаца тако и техничког особља. 
Сезона 1962/63 је имала десет премијера и 135 реприза. Следеће године се организују представе у претплати, уводи се Пионирска сцена, Балетски студио. Ансамбл је тада бројао девет глумаца са сталним редитељем. у фебруару 1964. године је почела да ради Академска мала сцена Народног позоришта. Те исте године је публика била малобројна на представама и владало је мало интересовање аматера за рад. Позориште је имало велике финансијске проблеме те је са Општином склопила договор да она обезбеди 20 милиона динара а Позориште 4 милиона из сопствених прихода. 
Током лета 1965/66. године је одиграно девет премијера и 135 реприза и статистика говори да је сваки Пироћанац отишао бар на две представе. Представом Игра љубави и случаја је ансамбл учествовао на другим Сусретима професионалних позоришта Србије "Јоаким Вујић" у Крагујевцу, 15-26. маја 1966.
У следећим сезонама, све је мање публике а и глумаца. Први пут после оснивања, Позориште добија сталног управника 15. августа 1970. године - Мирољуба Стојановића. Због проблема простора, пиротско позориште није могло да буде домаћин Сусрета професионалних позоришта Србије Јоаким Вујић 1971. године. Финансијски проблеми су довели до тога да Позориште потписује уговоре о сарадњи о заједничком финансирању са предузећима Први мај Пирот, Фабрика Тигар Пирот, ОЗ Југославија, Радник, Београдска банка.

## Позориште без зграде
Дана 4. марта 1977. године је Румунски земљотрес је учинио једну зграду неупотребљивом а то је била зграда Позоришта. Употреба зграде је била забрањена из безбедносних разлога. Међутим, Савет Позоришта је донео одлуку да ће већа штета бити ако ансамбл уопште не наступа. Ансамбл је наставио рад у Дому ЈНА али само када је слободна. Општина продаје оштећену зграду а Позориште остаје и без средстава за рад јер сва своја средства улаже у реновирање Огледног центра Библиотеке. Ово је такође било привремено решење. Те исте године је Општина почела да гради Дом културе.

### Нова зграда
7. септембар 1981. је обележен као нова етапа Позоришта - отворен је Дом културе Пирот. Одмах следеће сезоне, Пирот постаје домаћин 17. Сусрета професионалних позоришта Србије Јоаким Вујић. 

## Даљи рад Позоришта
Од 1981. године је најуспешнија етапа рада Позоришта. Два пута је било домаћин Сусрета професионалних позоришта Србије Јоаким Вујић, добитник је више признања и награда. 
Садашња постава уметничког ансамбла: Наталија Гелебан, Александра Стојановић, Данијела Ивановић,
Марта Келер, Зоран Живковић, Александар Радуловић, Милан Наков, Александар Алексић и Даница Митић.